# Третьяков, Николай Яковлевич (художник, график)
Николай Яковлевич Третьяков (25 октября 1925, дер. Зимиха, Ларихинский район, Ишимский округ, Уральская область — 23 июля 2014, Челябинск) — советский художник-график, работавший на Урале во второй половине XX века. Член Союза художников СССР (1963). Заслуженный художник РСФСР (1976), участник областных, зональных, республиканских и всесоюзных художественных выставок. 

## Биография
Николай Яковлевич Третьяков родился 25 октября 1925 года в западносибирской деревне Зимихе. В начале 30-х годов семья, спасаясь от раскулачивания, переехала в Челябинск. Отец отправился на заработки и вскоре пропал, а мать осталась одна с двумя сыновьями. Семья жила бедно, поэтому с детских лет приходилось подрабатывать. Брат устроился в пожарное депо, а Николай рисовал запрещающие таблички «не курить», «не сорить».

## Творческое становление
В 1940 году Третьяков поступил в изостудию Челябинского дома народного творчества, где его преподавателем был Николай Русаков — один из основателей Союза художников в Челябинске. Русаков прошёл школу двух великих импрессионистов: русского американца Николай Фешин и Константин Коровин, у которого занимался во время учёбы в Московское училище живописи, ваяния и зодчества (сокр. МУЖВЗ). Он стал первым челябинским художником, получившим столичное образование. Обладавший уникальным педагогическим даром, Русаков основал в Челябинске школу живописи. «…Великолепный в самом облике своем. Он водил учеников на этюды. Много рассказывал об искусстве и даже пел. Он ставил для детей роскошные натюрморты с шелками и бархатом. Там были скрипка, череп и розы. Детям было тепло. Каждый приносил в студию какое-нибудь полешко. Любили они своего учителя самозабвенно и верили ему, как никому», — вспоминал время учёбы в студии Николай Третьяков.
И хотя личное общение с Русаковым было непродолжительным (художник был арестован по доносу и расстрелян 31 декабря 1941 года, реабилитирован в 1957 году), эта встреча стала судьбоносной для Третьякова. После ареста Русакова преподавателем Третьякова стала художник Валентина Челинцова. Его учителями также были челябинский художник-живописец, плакатист Игнатий Вандышев, участвовавший в 1941 году в выпуске сатирических плакатов «Боевой карандаш», и художник-живописец, график, мастер пейзажа и портрета, воплотивший в своих работах образы уральской природы, Петр Юдаков.

## Трудовая деятельность
В годы Великой Отечественной войны Третьяков принимал участие в проекте «Окна ТАСС» — в составе творческой группы создавал плакаты с призывами к защите Родины, а также по конкретным сражениями другими. В дальнейшем, работая в кооперативном товариществе «Художник», выполнял в основном военные оформительские заказы. За работу в году Великой Отечественной войны художник был награждён медалью «За доблестный труд в Великой Отечественной войне 1941—1945 гг.».
Профессиональную творческую деятельность Третьяков начинал как живописец, но впоследствии активно занялся графикой, работая в разнообразных техниках: линогравюре, ксилографии, акватинте, станковой графике, рисунках карандашом и углем. Хотя и живопись никогда не забывал и продолжал время от времени к ней возвращаться.
Большинство произведений были выполнены в технике офорта, черно-белой и цветной гравюры на дереве, картоне, линолеуме. В 60-70-е годы появились серии графических листов, которые смело можно назвать национальным достоянием. Они рассказывают о событиях страны и родного края, ставших историей, и жизни простых советских тружеников: «Утро семилетки» (1961), «Первый снег» (1961), «Смена» (1963), «Детский сад» (1964), «Газопровод Бухара-Урал» (1964), «Стальные артерии» (1973), «Площадь революции» (1979). Несколько серий гравюр Третьяков посвятил Уралу: «Уральские деревни» (1965), «Уральский лес» (1966), «Магнитка» (1973) и другие. В 1963 году  Третьяков стал членом Союза художников СССР (1963). В 1976 году художник удостоился звания Заслуженного художника РСФСР.
Третьяков был тонким лириком, который пропуская через себя образы городов-заводов и гигантских строек старался напомнить о земном и тем самым преобразить окружающую дейтвительность — «очеловечить бесчеловечное». Ярким примером является цветная гравюра «Весна» (1973), на которой на фоне мрачного заводского силуэта — очертания деревьев, «сумевших не только уцелеть в этом дымном аду, но и расцвести в срок, как предписано природой».

## Выставочная деятельность
С 1946 года Николай Яковлевич Третьяков участвует в областных, зональных, республиканских и всесоюзных художественных выставках. В октябре 2005 года в Выставочном зале Союза художников Челябинска состоялась персональная выставка, приуроченная к его 80-летию со дня рождения. На ней были представлены произведения живописи и графики.

## Творческое наследие
Искусствоведы часто называют Третьякова продолжателем художественной манеры Русакова. В апреле 2022 года в Челябинске прошла посмертная совместная выставка работ двух художников под названием «Великий шелковый путь в социализм», на которой было представлено 82 произведения живописи и графики из собраний екатеринбургского и челябинского музеев изобразительных искусств,  а также из частных коллекций. Несмотря на то, что оба автора являются обладателями собственного уникального почерка, главной объединяющей чертой их творчества было стремление запечатлеть повседневную жизнь столицы Южного Урала, ее преобразование из малого уездного городка в промышленный мегаполис, живущий уже по законам нового времени.
На фреске 70-х годов монументалиста Константина Фокина в челябинском ресторане «Уральские пельмени» (к сожалению, не сохранившейся), Николай Третьяков был запечатлён вместе с другими художниками, скульпторами и архитекторами.
В 2019-2022 годах работы художника пополнили коллекцию Екатеринбургского музея изобразительных искусств.